# Charleroi
Charleroi (/ʃaʁləˈʁwa/; Tchålerwè in vallone, Carleroé in piccardo) è una città del Belgio, situata nella provincia dell'Hainaut, nonché centro principale dell'area denominata Paese nero. Nel 2005 contava 201 373 abitanti. Si estende su una superficie di 102,13 km².

## Geografia fisica

### Territorio

I distretti di Charleroi in numeri romani.

Capoluogo di arrondissement, è la città più popolosa della Vallonia e la quarta del Belgio dopo Bruxelles, Anversa e Gand. È bagnata dal fiume Sambre.
L'estensione della città attuale è nata nel 1977 con la fusione del vecchio comune di Charleroi (I) con altri comuni limitrofi, e precisamente i vecchi comuni di Couillet (VI), Dampremy (II), Gilly (IV), Gosselies (XIV), Goutroux (XI), Jumet (XIII), Lodelinsart (III), Marchienne-au-Pont (IX), Marcinelle (VII), Monceau-sur-Sambre (X), Mont-sur-Marchienne (VIII), Montignies-sur-Sambre (V), Ransart (XV) e Roux (XII). Oggi essi costituiscono i sobborghi della nuova Charleroi.

### Clima
La forte influenza dell'oceano Atlantico provoca lunghi periodi piovosi sia in estate che in inverno. In inverno ci sono correnti da SO, spesso anche di notevole intensità. Nel gennaio 1990 violenti tempeste di vento da SO si abbatterono sulla regione di Hainaut con punte fino a 150 km/h, provocando notevoli danni; ma anche il 26 dicembre 1999 violenti correnti atlantiche superarono i 100 km/h. In questa stagione sono frequenti anche improvvisi e repentini cambi circolatori. Non è inusuale passare da 10 °C, in presenza di correnti atlantiche, a −10 °C. Questo si verifica quando irrompono correnti artiche che spesso sono fredde ma secche. La neve compare molte volte durante l'inverno, ma gli accumuli non sono sempre significativi.
Le più importanti ondate di gelo persistente per più settimane sono causate dall'invasione di aria artica da nord-est, alimentata in un secondo tempo da correnti continentali da est. Una particolare configurazione che è in grado di apportare ingenti quantitativi di neve e la polar low; una bassa pressione artica che si crea sul mare del nord; oppure una bassa pressione ritornante da ESE. Le temperature invernali sono molto variabili, ma in genere non mancano i giorni di gelo. La primavera e l'estate sono molto piovose e le temperature non sono mai troppo elevate, ma a volte l'influenza dell'anticiclone subtropicale le porta su valori inusuali per la città belga (ricordiamo i 36 °C toccati il 12 agosto 2003). Spesso, in piena estate, temperature quasi invernali sostituiscono la canicule, costringendo gli abitanti a riaccendere il riscaldamento nelle case e nei locali, sempre a causa dell'estrema dinamicità del clima belga.
| Dati meteo IRM                                       | Mesi    | Mesi    | Mesi    | Mesi    | Mesi    | Mesi    | Mesi    | Mesi    | Mesi    | Mesi    | Mesi    | Mesi    | Stagioni | Stagioni | Stagioni | Stagioni | Anno   |
| Dati meteo IRM                                       | Gen     | Feb     | Mar     | Apr     | Mag     | Giu     | Lug     | Ago     | Set     | Ott     | Nov     | Dic     | Inv      | Pri      | Est      | Aut      | Anno   |
| ---------------------------------------------------- | ------- | ------- | ------- | ------- | ------- | ------- | ------- | ------- | ------- | ------- | ------- | ------- | -------- | -------- | -------- | -------- | ------ |
| T. max. media (°C)                                   | 5,2     | 6,2     | 10,0    | 13,7    | 17,8    | 20,5    | 23,1    | 22,8    | 18,9    | 14,5    | 9,1     | 5,7     | 5,7      | 13,8     | 22,1     | 14,2     | 14,0   |
| T. media (°C)                                        | 2,6     | 3,0     | 6,0     | 8,9     | 13,0    | 15,7    | 18,0    | 17,8    | 14,5    | 10,7    | 6,2     | 3,3     | 3,0      | 9,3      | 17,2     | 10,5     | 10,0   |
| T. min. media (°C)                                   | 0,1     | −0,1    | 2,3     | 4,3     | 8,3     | 11,0    | 13,2    | 12,7    | 10,1    | 7,1     | 3,5     | 1,0     | 0,3      | 5,0      | 12,3     | 6,9      | 6,1    |
| Giorni di calura (Tmax ≥ 30 °C)                      | 0,0     | 0,0     | 0,0     | 0,0     | 0,2     | 0,7     | 2,2     | 1,9     | 0,1     | 0,0     | 0,0     | 0,0     | 0,0      | 0,2      | 4,8      | 0,1      | 5,1    |
| Giorni di gelo (Tmin ≤ 0 °C)                         | 3,8     | 2,5     | 0,2     | 0,0     | 0,0     | 0,0     | 0,0     | 0,0     | 0,0     | 0,4     | 2,3     | 0,0     | 6,3      | 0,2      | 0,0      | 2,7      | 9,2    |
| Giorni di ghiaccio (Tmax ≤ 0 °C)                     | 13,5    | 12,9    | 8,4     | 2,6     | 0,1     | 0,0     | 0,0     | 0,0     | 0,0     | 1,4     | 6,1     | 12,2    | 38,6     | 11,1     | 0,0      | 7,5      | 57,2   |
| Precipitazioni (mm)                                  | 81,1    | 67,1    | 77,8    | 55,9    | 71,0    | 80,0    | 75,4    | 81,2    | 64,6    | 76,0    | 76,8    | 85,6    | 233,8    | 204,7    | 236,6    | 217,4    | 892,5  |
| Giorni di pioggia                                    | 12,9    | 11,1    | 13,3    | 10,2    | 11,4    | 11,0    | 10,3    | 10,5    | 10,5    | 10,7    | 12,5    | 13,0    | 37,0     | 34,9     | 31,8     | 33,7     | 137,4  |
| Eliofania assoluta (ore al giorno)                   | 1,6     | 2,5     | 3,7     | 5,5     | 6,4     | 6,4     | 6,8     | 6,5     | 4,7     | 3,6     | 2,0     | 1,3     | 1,8      | 5,2      | 6,6      | 3,4      | 4,3    |
| Radiazione solare globale media (centesimi di MJ/m²) | 252     | 504     | 864     | 1 368   | 1 692   | 1 800   | 1 800   | 1 548   | 1 080   | 648     | 324     | 180     | 936      | 3 924    | 5 148    | 2 052    | 12 060 |
| Ore di soleggiamento mensili                         | 50      | 71      | 114     | 165     | 197     | 193     | 212     | 200     | 142     | 112     | 61      | 42      | 163      | 476      | 605      | 315      | 1 559  |
| Vento (direzione-m/s)                                | SSO 4,9 | SSO 4,5 | OSO 4,4 | SSO 3,9 | OSO 3,6 | OSO 3,4 | OSO 3,4 | OSO 3,2 | SSO 3,5 | SSO 4,0 | SSO 4,2 | SSO 4,6 | 4,7      | 4,0      | 3,3      | 3,9      | 4,0    |

## Storia
La città ebbe origine da un piccolo villaggio chiamato Charnoy. Nel 1666 gli Spagnoli vi edificarono una fortezza, che fu chiamata Charles-Roy (Rey Carlos) in onore del re Carlo II di Spagna. L'anno seguente i Francesi la conquistarono ed iniziarono un'opera di espansione ed abbellimento. Luigi XIV accordò diversi privilegi agli abitanti della città nell'ottica di svilupparla sempre più, ma il trattato seguito alla Pace di Nimega del 1678 consegnò nuovamente Charleroi agli Spagnoli.
La città ebbe un notevole sviluppo grazie all'industria del carbone, del ferro e del vetro.

## Economia
Centro industriale (siderurgia, industria del vetro, prodotti chimici e apparati elettrici), Charleroi è al centro di un vasto bacino carbonifero – il cui sfruttamento è al giorno d'oggi completamente abbandonato – tale da fare soprannominare l'area intorno alla città come "Pays Noir" (paese nero).

## Monumenti e luoghi d'interesse
- Il Beffroi fa parte dei campanili del Belgio e della Francia classificati Patrimonio dell'Umanità dall'UNESCO.
- Chiesa di Saint Cristophe.
- Il museo della fotografia nato nel 1987 ha una collezione di oltre 100.000 foto, di cui 800 esposte in modo permanente.
- La statua di Marsupilami al centro di una fontana su una rotonda.

## Marcinelle
Un sobborgo di Charleroi è Marcinelle, centro minerario tristemente noto per l'incidente dell'8 agosto 1956 che costò la vita a 262 minatori ed è passato alla storia come Disastro di Marcinelle. La miniera di carbone, ormai chiusa da tempo e ristrutturata, ospita un monumento alle vittime e un museo sulla tragedia, con testimonianze sulla dura vita dei minatori.

## Sport

### Calcio
La principale compagine calcistica è lo Charleroi, che gioca le gare interne nello Stade du Pays de Charleroi. La locale squadra di calcio a 5 è l'Action 21 Charleroi.

### Ciclismo
Nel 2006 Charleroi è stata sede di arrivo della 2ª tappa del Giro d'Italia. La scelta dell'anno non fu casuale: infatti in quell'anno ricorreva il 50º anniversario del disastro di Marcinelle.
Tappe del Giro d'Italia con arrivo a Charleroi
| Anno | Tappa | Partenza | km  | Vincitore di tappa | Maglia rosa      |
| ---- | ----- | -------- | --- | ------------------ | ---------------- |
| 2006 | 2ª    | Mons     | 203 | Robbie McEwen      | Paolo Savoldelli |

### Pallacanestro
La principale squadra di pallacanestro rappresentante la città è lo Spirou BC Charleroi.

## Galleria d'immagini

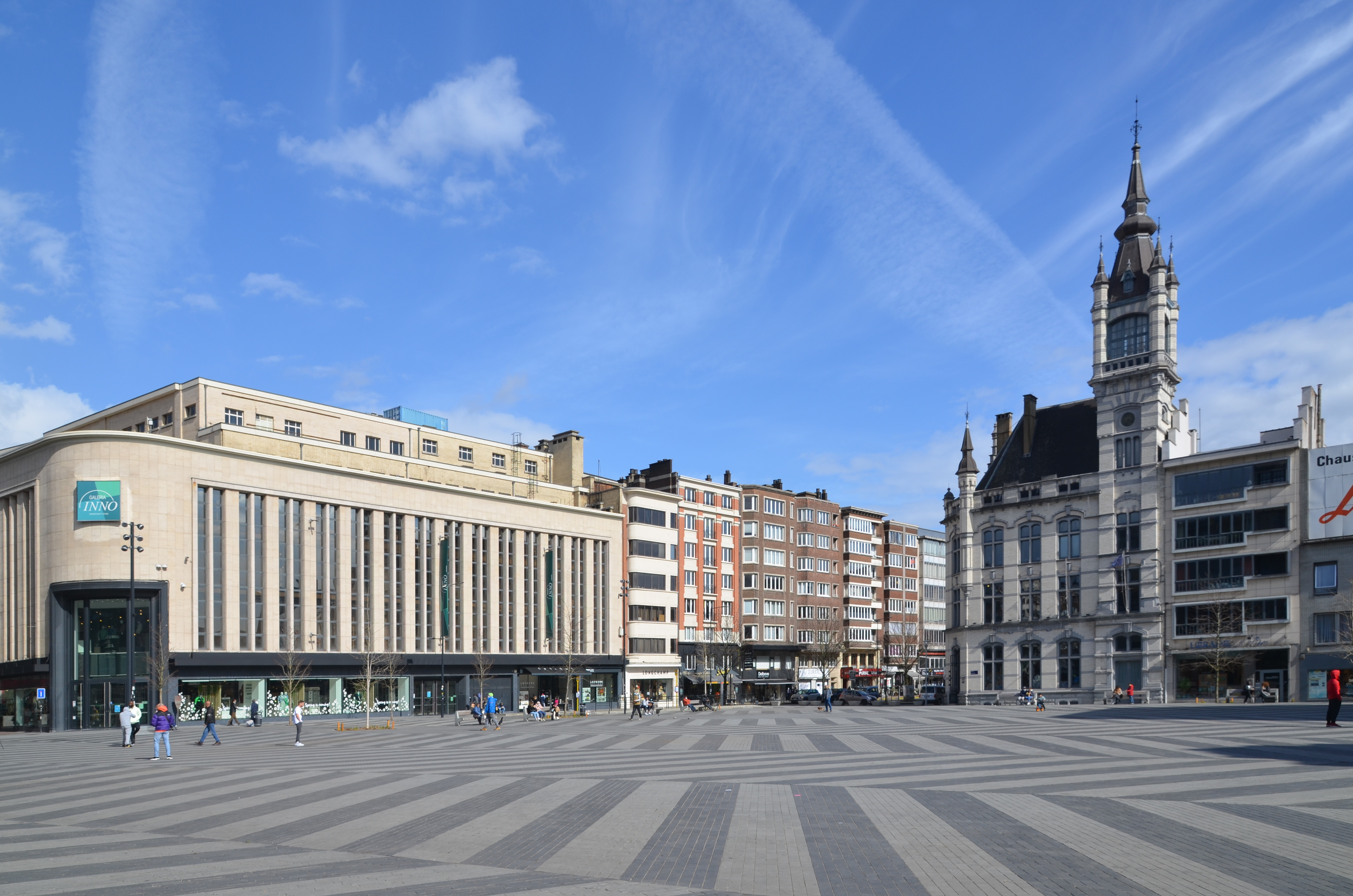
La Place Verte
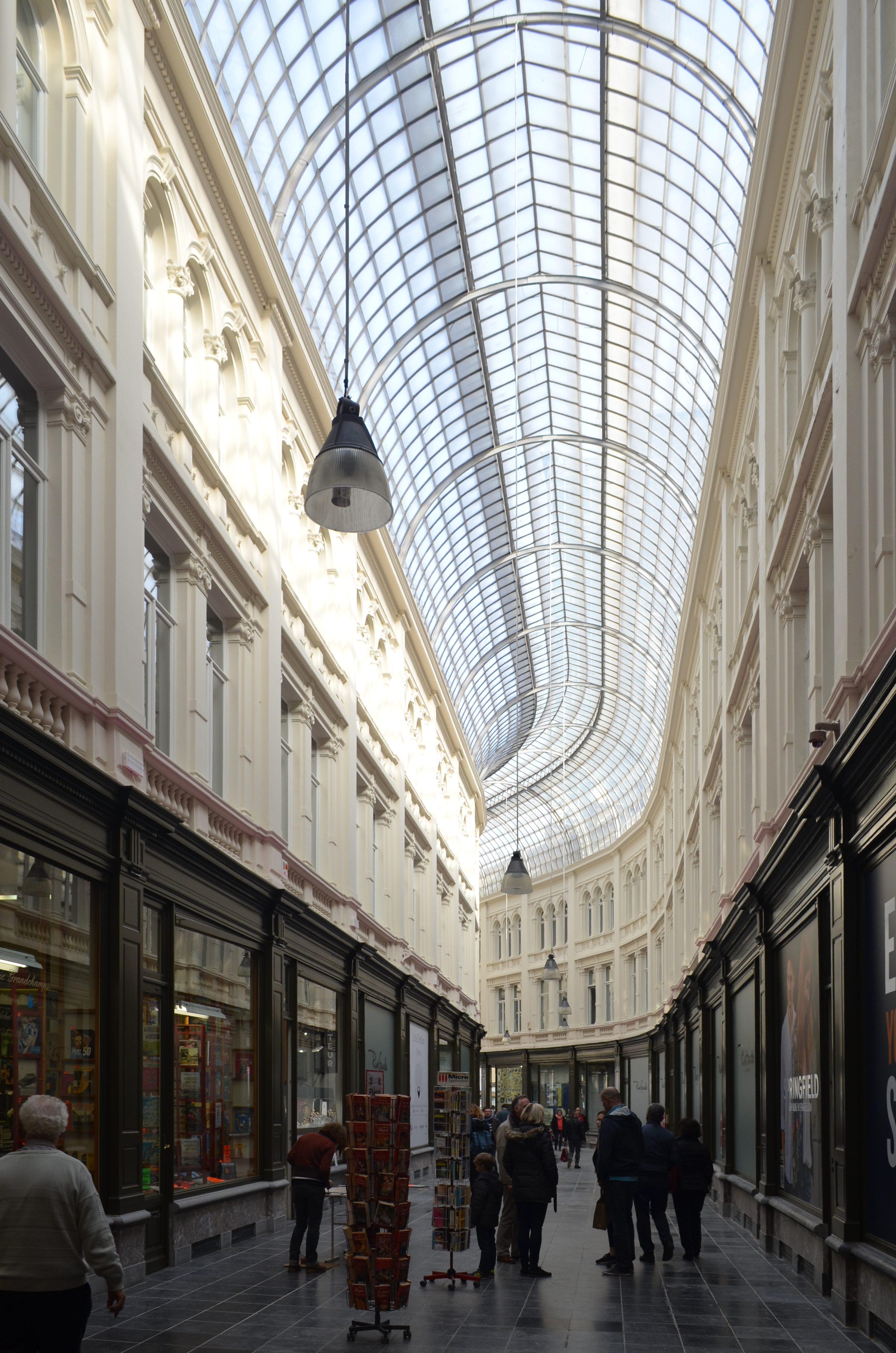
Passaggio della Borsa
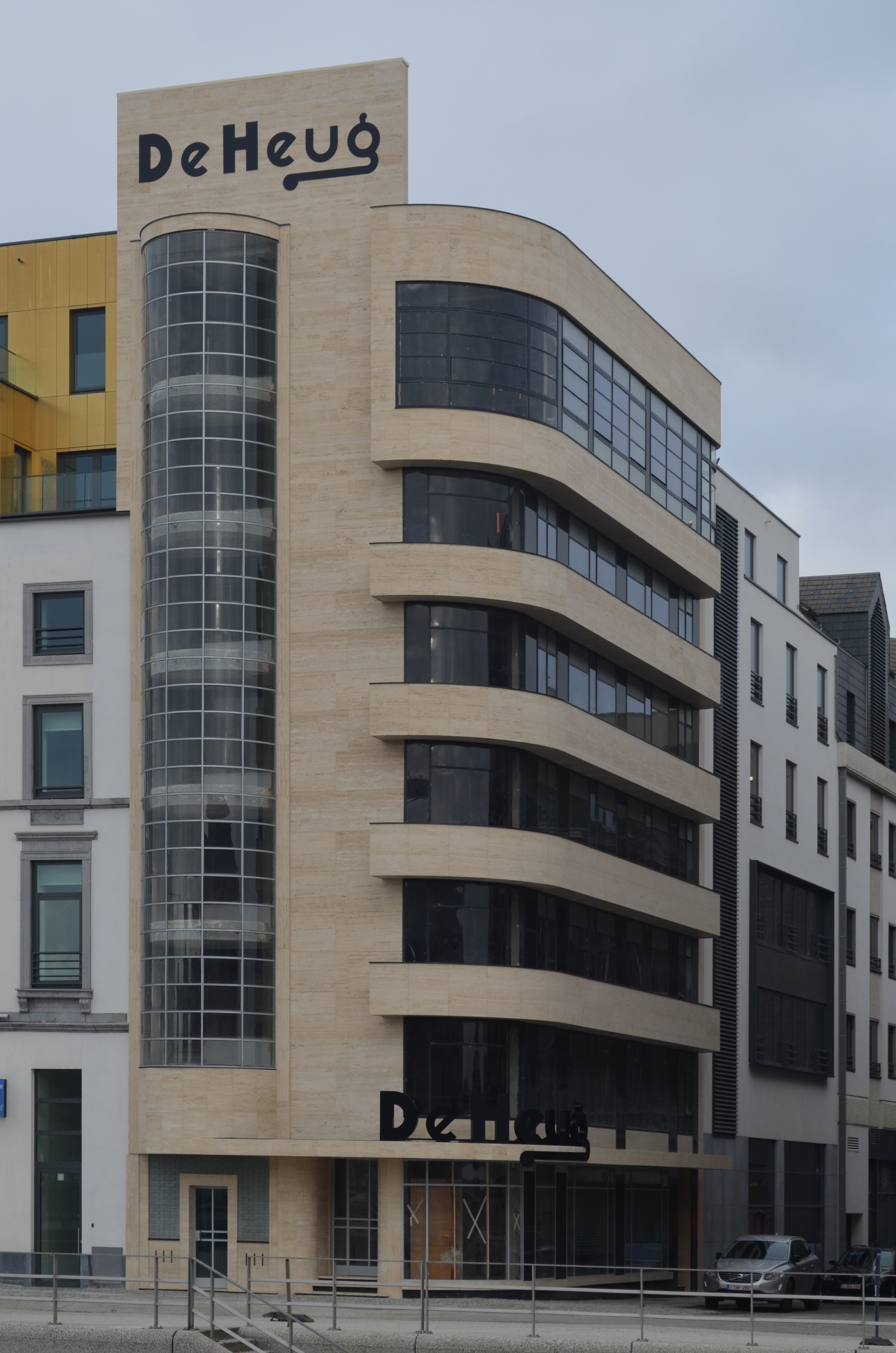
L'edificio De Heug
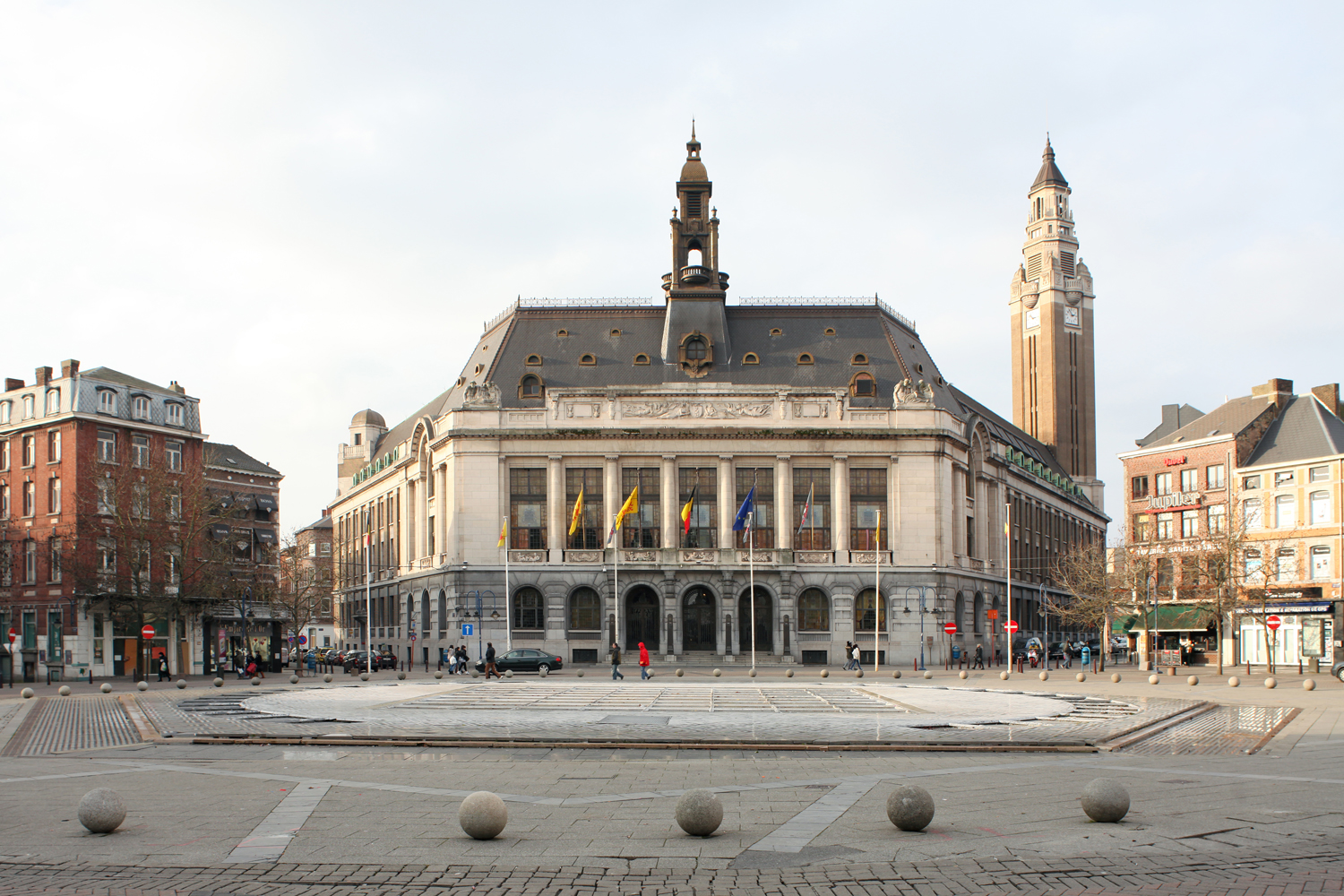
L'Hotel de Ville
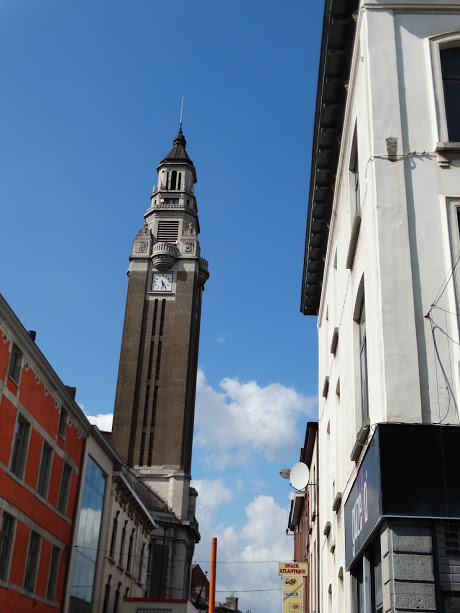
Torre dell'orologio
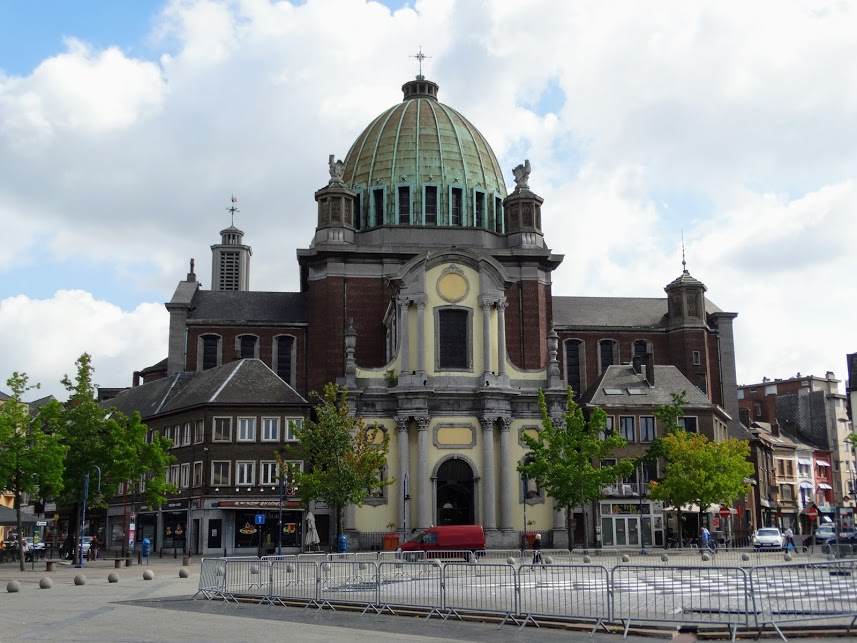
La chiesa di Saint-Christophe
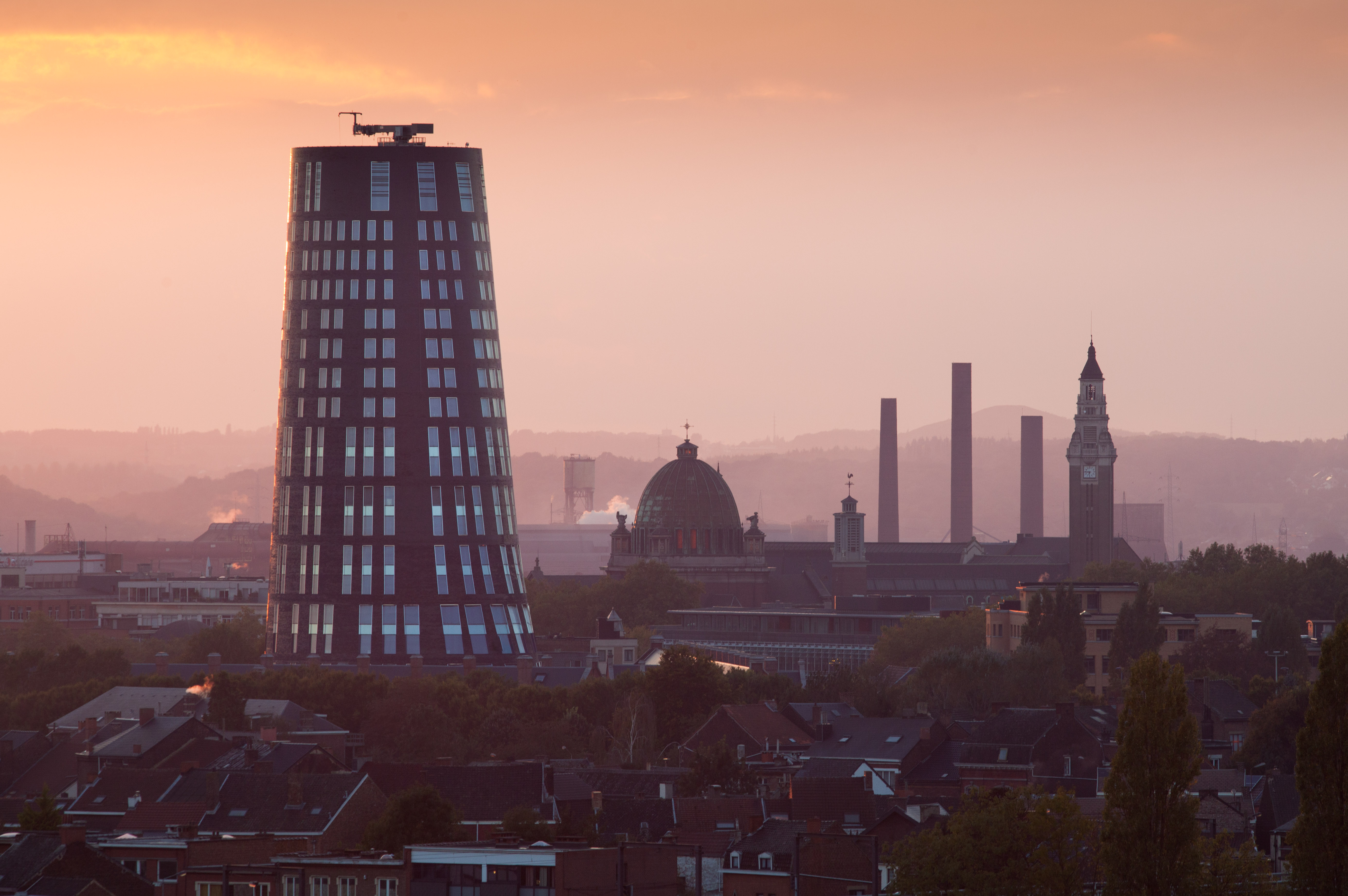
La Tour Bleue e sullo sfondo il centro storico